# Beechcraft MQM-107 Streaker
Le Beechcraft MQM-107 Streaker est un drone cible subsonique, propulsé par un turbojet, utilisé principalement pour l'entraînement de systèmes de défense tels que les missiles FIM-92 Stinger, MIM-104 Patriot, AIM-9 Sidewinder et AIM-120 AMRAAM.

## Conception et développement
Développé par Beechcraft pour répondre aux besoins de l'United States Army Aviation and Missile Command (en) en 1972, le MQM-107 a volé pour la première fois en 1974 et a été produit jusqu'en 2003. Lancé par propulseur au sol, il est récupérable par parachute et conçu pour remorquer des cibles pour l'entraînement aux missiles et canons. Il peut aussi emporter des nacelles de leurre infrarouge.

## Historique opérationnel
Remplacé progressivement par le BQM-167 Skeeter (en), plusieurs MQM-107 ont été acquis par la Corée du Nord en 2012.

## Variantes
Le modèle original MQM-107A a été suivi de versions améliorées, notamment le MQM-107B avec un moteur plus puissant et le MQM-107E, doté d'une meilleure maniabilité.

## Description
Le MQM-107 Streaker est donc un drone sans pilote contrôlé depuis le sol : il mesure 5,5 mètres de long , 3 mètres d'envergure, et 1,47 mètre de haut , pour une masse maximale de 664 kg ; son moteur Microturbo TRI 60 à réaction lui permet d'atteindre 925 km/h et de voler jusqu'à 12 192 mètres d'altitude , mais il ne porte aucun armement, car il sert de cible pour des tests militaires.